# George Bolling
George Melville Bolling (13 avril 1871 - 1er juin 1963) est un linguiste américain.

## Biographie
Bolling est né à Baltimore, Maryland. Il fréquente le Collège Loyola. En 1895, il devient professeur de grec et professeur agrégé de philologie comparée et de sanskrit à l'Université catholique. En 1897, il obtient son doctorat à l'Université Johns-Hopkins.
Il enseigne à l'Université d'État de l'Ohio en tant que professeur de langues et de littérature grecques. Il est l'un des signataires de l'appel qui conduit à la fondation de la Linguistic Society of America et en est le président en 1931. De 1925 à 1931, il est rédacteur en chef de la revue académique de la Société, Language. Il est membre de l'American Philological Association, de l'American Oriental Society et de l'Archaeological Institute of America.
Il collabore à l'American Journal of Philology, à l'American Oriental Society Journal, au Trans-American Philological Association Bulletin, au Catholic University Bulletin et à l'Encyclopédie catholique.

## Ouvrages
- Bolling, George Melville. The External Evidence for Interpolation in Homer . Oxford : Clarendon Press, 1998[2].